# Doliops transverselineatus
Doliops transverselineatus es una especie de escarabajo del género Doliops, familia Cerambycidae. Fue descrita científicamente por Breuning en 1947.
Habita en Filipinas. Los machos y las hembras miden aproximadamente 11 mm.